# 淮海府
淮海府，中国古代的府。
元朝至正十七年（1357年），朱元璋政权以扬州府改名，治所在江都县（今江苏省扬州市），属扬州路。二十一年（1361年），改为淮扬府。 